# Feldspat
Feldspat je naziv za skupinu značajnih petrogenih minerala, koji tvore više od 60% Zemljine kore. Tvrdoća po Mohsovoj ljestvici iznosi 6 do 6,5.
Feldspati se mogu javiti i u intruzivnim i u efuzivnim magmatskim stijenama, što znači da mogu kristalizirati i dok se magma nalazi u Zemljinoj kori, kao i kada se izlije na površinu. Mogu javiti i u određenoj skupini metamorfnih stijena, kao i u mnogim sedimentnim stijenama. 

## Podjela
Skupina feldspata dijeli se na dve podskupine: alkalne feldspate i plagioklase.
Podskupini alkalnih feldspata pripadaju sljedeći minerali:
- sanidin - (K,Na)Si3O8
- ortoklas - KSi3O8
- mikroklin - KSi3O8

Minerali ove podskupine se razlikuju po uređenosti kristalne rešetke, što je posljedica načina kristalizacije i temperature na kojima se ona vrši. Sanidin je stabilan na visokim temperaturama, a mikroklin na nižim. To znači da se sanidin javlja u intruzivnim magmatskim stijenama, u dubini, gdje je magma toplija, i gdje ima više vremena za kristalizaciju. Zbog toga je njegova kristalna rešetka uređena. Mikroklin, za razliku od toga, kristalizira na nižim temperaturama, kada se magma izlije na površinu, tj. ulazi u sastav efuzivnih magmatskih stijena. Zbog toga je njegova kristalna rešetka samo djelomično uređena. Temperatura na kojoj ortoklas započinje kristalizacijom je viša nego kod mikroklina, a niža nego kod sanidina. Zbog toga se ortoklas javlja obično u obliku krupnih fenokristala (ima dosta vremena za kristalizaciju) u porfiroidnoj strukturi. 
Podskupina plagioklasa predstavlja izomorfnu seriju od albita, koji je čisti natrijev alumosilikat, do anortita, koji je čisti kalcijev alumosilikat. Ostali članovi ove izomorfne serije imaju određeni postotak albita i anortita. Članovi skupine plagioklasa su:
- albit - NaAlSi3O8 (0-10% anortitske komponente)
- oligokas (10-30% anortitske komponente)
- andezin (30-50% anortitske komponente)
- labrador (50-70% anortitske komponente)
- bitovnit (70-90% anortitske komponente)
- anortit - CaAl2Si2O8 (90-100% anortitske komponente)

Plagioklasi su vrlo važna skupina petrogenih minerala, koji ulaze u sastav gotovo svih magmatskih stijena (osim najbazičnijih). Pri tom albit ulazi u sastav kiselih magmatskih stijena, oligoklas i andezin u sastav intermedijarnih, a labrador, bitovnit i anortit u sastav bazičnih magmatskih stijena.